# Museo della radiologia
Il Museo della radiologia è un centro universitario di Palermo.
Il museo venne inaugurato nel 1995 durante le celebrazioni per il centenario della scoperta dei raggi X da parte di Wilhelm Conrad Röntgen. Il progetto venne portato avanti dall'allora direttore dell'Istituto di Radiologia di Palermo, Adelfio Elio Cardinale. Attualmente è uno dei dieci musei di radiologia presenti nel mondo.
In mostra nel museo sono strumenti e apparecchiature di importante valenza storica ma anche libri, articoli, ma soprattutto strumenti di uso comune e non che hanno testimoniato lo sviluppo della disciplina. Il museo è suddiviso in sette aree tematiche contraddistinte dalle lettere: A, B, C, E, F, G e H.